# 59-я церемония «Грэмми»
59-я ежегодная церемония вручения наград «Грэмми» состоялась 12 февраля 2017 года. Она прошла в традиционном с 2004 года месте проведения: Стэйплс-центр, Лос-Анджелес (Калифорния). Номинанты на награды были объявлены 6 декабря 2016 года. Трансляция, как и ранее, прошла на телеканале CBS (по новому контракту вплоть до 2026 года).
Летом 2016 года организаторы объявили о нескольких изменениях в процедуре выбора победителей и структуре некоторых категорий в области рэп, R&B и блюза.
Ведущим церемонии впервые стал английский актёр и комик Джеймс Корден.
Наибольшее число номинаций получили Бейонсе (9), Канье Уэст (8),
Дрейк (8), Рианна (8), Chance the Rapper (7), Адель (5), Twenty One Pilots (5).
Наибольшее число наград получили Адель (5 из 5), Дэвид Боуи (4 из 4), Грег Кёрстин (4 из 4), Chance the Rapper (3), Том Элмхирст (3). Бейонсе получила только 2 награды из 9 номинаций, а Дрейк 2 из 8.

## Изменения 2016 года
Изменения коснулись учёта новых музыкальных сервисов и стриминговых потоков, включая подписные службы через интернет и прослушивание по требованию (on-demand). В соответствии с новыми принципами, любая запись, выпущенная, по меньшей мере, одним из крупных провайдеров в этой области — например, Spotify, Apple Music, Tidal или Google Play, — может быть приравнена к релизу обычным способом. Не имеют права на выдвижение в номинацию записи, выпущенные на радиостанциях и сервисах, до сих пор не являющихся сервисами по требованию (on-demand), а также выпущенные только на YouTube. Кроме того, не могут быть номинированы релизы, выпущенные на сервисах, запущенных меньше, чем за год до подачи заявки на номинацию: так, например сервис Soundcloud Go был запущен лишь в конце марта прошлого года, а заявки подавались 30 сентября.
В категории Лучший новый исполнитель удалён «альбомный» барьер и теперь для номинирования артисту необходимо иметь не менее 5 синглов/треков или один альбом, но не более 30 синглов/треков или трёх альбомов. Кроме того, теперь в эту категорию нельзя войти больше трёх раз, в том числе в составе групп. К моменту номинации исполнителю необходимо иметь определённое влияние на музыкальную индустрию.
Категория Лучший блюз-альбом разделена на две (как уже и было с 1983 по 2011 годы): Лучший традиционный блюз-альбом (включая поджанры, например дельта-блюз, Piedmont blues, джамп-блюз/свинг-блюз, чикагский блюз и classic/Southern soul) и Лучший современный блюз-альбом (записи, которые используют нетрадиционные блюзовые ритмы, включая фанк, хип-хоп, регги и рок, или используется современная техника, синтезаторы). Категория Best Rap/Sung Collaboration переименована в Best Rap/Sung Performance.

## Основная категория
Выделены победители
Запись года
- «Hello» — Адель
  - Грег Кёрстин, продюсер; Julian Burg, Том Элмхирст, Грег Кёрстин, Liam Nolan & Alex Pasco, звукозапись; Том Койн & Рэнди Меррилл, мастеринг-инженеры
- «Formation» — Бейонсе
  - Бейонсе Ноулз, Mike Will Made-It & Pluss, продюсеры; Jaycen Joshua & Stuart White, звукозапись; Dave Kutch, мастеринг-инженеры
- «7 Years» — Lukas Graham
  - Future Animals & Pilo, продюсеры; Delbert Bowers, Sebastian Fogh, Stefan Forrest & David LaBrel, звукозапись; Том Койн, мастеринг-инженер
- «Work» — Рианна при участии Дрейк
  - Boi-1da, продюсер; Noel «Gadget» Campbell, Kuk Harrell, Manny Marroquin, Noah «40» Shebib & Marcos Tovar, звукозапись; Chris Gehringer, мастеринг-инженер
- «Stressed Out» — Twenty One Pilots
  - Mike Elizondo & Tyler Joseph, продюсеры; Neal Avron & Adam Hawkins, звукозапись; Chris Gehringer, мастеринг-инженер

Альбом года
- 25 — Адель
  - Danger Mouse, Samuel Dixon, Пол Эпуорт, Грег Кёрстин, Макс Мартин, Ariel Rechtshaid, Шеллбак, The Smeezingtons & Райан Теддер, продюсеры; Julian Burg, Austen Jux Chandler, Cameron Craig, Samuel Dixon, Том Элмхирст, Declan Gaffney, Serban Ghenea, John Hanes, Jan Holzner, Michael Ilbert, Chris Kasych, Грег Кёрстин, Charles Moniz, Liam Nolan, Alex Pasco, Mike Piersante, Ariel Rechtshaid, Rich Rich, Dave Schiffman & Matt Wiggins, звукозапись; Том Койн & Рэнди Меррилл, мастеринг-инженеры
- Lemonade — Beyoncé
  - Джеймс Блейк, Кендрик Ламар, The Weeknd & Джек Уайт, приглашённые исполнители; Vincent Berry II, Ben Billions, James Blake, BOOTS, Jonny Coffer, Dannyboystyles, Майк Дин, Alex Delicata, Diplo, Derek Dixie, Kevin Garrett, Diana Gordon, HazeBanga, Hit-Boy, Just Blaze, King Henry, Бейонсе, Ezra Koenig, Jeremy McDonald, MeLo-X, Mike Will Made-It, Pluss & Jack White, продюсеры; Майк Дин, Jaycen Joshua, Greg Koller, Tony Maserati, Lester Mendoza, Vance Powell, Joshua V. Smith & Stuart White, звукозапись; Dave Kutch, мастеринг-инженер
- Purpose — Джастин Бибер
  - Big Sean, Diplo, Halsey, Travis Scott & Skrillex, приглашённые исполнители; The Audibles, Axident, Justin Bieber, Big Taste, Benny Blanco, Blood, Jason «Poo Bear» Boyd, Scott «Scooter» Braun, Майк Дин, Diplo, Gladius, Nico Hartikainen, Mark «The Mogul» Jackson, Steve James, Ian Kirkpatrick, Maejor, MdL, Skrillex, Jeremy Snyder & @ S O U N D Z, продюсеры; Simon Cohen, Diplo, Mark «Exit» Goodchild, Josh Gudwin, Jaycen Joshua, Manny Marroquin, Chris «Tek» O’Ryan, Johannes Rassina, Gregg Rominiecki, Chris Sclafani, Skrillex, Dylan William & Andrew Wuepper, звукозапись; Том Койн & Рэнди Меррилл, мастеринг-инженеры
- Views — Дрейк
  - dvsn, Фьючер, Kyla, PartyNextDoor, Rihanna & Wizkid, приглашённые исполнители; Brian Alexander-Morgan, Axlfoliethc, Beat Bully, Boi-1Da, Cardo, Dwayne «Supa Dups» Chin-Quee, Daxz, DJ Dahi, Frank Dukes, Maneesh, Murda Beatz, Nineteen85, Ricci Riera, Allen Ritter, Noah «40» Shebib, Southside, Sevn Thomas, Jordan Ullman, Kanye West, Wizkid & Young Exclusive, продюсеры; Noel Cadastre, Noel «Gadget» Campbell, Seth Firkins, David «Prep» Bijan Huges & Noah «40» Shebib, звукозапись; Chris Athens, мастеринг-инженер
- A Sailor's Guide to Earth — Стерджил Симпсон
  - Sturgill Simpson, продюсер; Geoff Allan, David Ferguson & Sean Sullivan, звукозапись; Gavin Lurssen, мастеринг-инженер

Песня года
- «Hello»
  - Адель & Грег Кёрстин, авторы (Адель)
- «Formation»
  - Khalif Brown, Asheton Hogan, Beyoncé Knowles & Michael L. Williams II, авторы (в исполнении Бейонсе)
- «I Took a Pill in Ibiza»
  - Майк Познер, автор (Майк Познер)
- «Love Yourself»
  - Джастин Бибер, Benjamin Levin & Эд Ширан, авторы (Джастин Бибер)
- «7 Years»
  - Lukas Forchhammer, Stefan Forrest, Morten Pilegaard & Morten Ristorp, авторы (Lukas Graham)

Лучший новый исполнитель
- Chance the Rapper
- Келси Баллерини
- The Chainsmokers
- Марен Моррис
- Андерсон Пак

## Поп
Лучшее сольное поп-исполнение
- «Hello» — Адель
- «Hold Up» — Бейонсе
- «Love Yourself» — Джастин Бибер
- «Piece By Piece (Idol Version)» — Келли Кларксон
- «Dangerous Woman» — Ариана Гранде

Лучшее поп-исполнение дуэтом или группой
- «Stressed Out» — Twenty One Pilots
- «Closer» — The Chainsmokers при участии Холзи
- «7 Years» — Lukas Graham
- «Work» — Рианна при участии Дрейка
- «Cheap Thrills» — Сия при участии Шон Пола

Лучший традиционный вокальный поп-альбом
- Summertime: Willie Nelson Sings Gershwin — Вилли Нельсон
- Cinema — Андреа Бочелли
- Fallen Angels — Боб Дилан
- Stages Live — Джош Гробан
- Encore: Movie Partners Sing Broadway — Барбра Стрейзанд

Лучший вокальный поп-альбом
- 25 — Адель
- Purpose — Джастин Бибер
- Dangerous Woman — Ариана Гранде
- Confident — Деми Ловато
- This Is Acting — Сия

## Танцевальная музыка
Лучшая танцевальная запись
- «Don’t Let Me Down» — The Chainsmokers при участии Daya
  - The Chainsmokers, продюсеры; Jordan Young, микшер
- «Tearing Me Up» — Bob Moses
  - Bob Moses, продюсер; Mark «Spike» Stent, микшер
- «Never Be Like You» — Flume при участии Kai
  - Harley Streten, продюсер; Eric J Dubowsky, микшер
- «Rinse & Repeat» — Riton при участии Kah-Lo
  - Riton, продюсер; Wez Clarke, микшер
- «Drinkee» — Sofi Tukker
  - Sofi Tukker, продюсеры; Bryan Wilson, микшер

Лучший танцевальный/электронный альбом
- Skin — Flume
- Electronica 1: The Time Machine — Жан-Мишель Жарр
- Epoch — Tycho
- Barbara Barbara, We Face a Shining Future — Underworld
- Louie Vega Starring...XXVIII — Little Louie Vega

## Рок
Лучшее рок-исполнение
- «Blackstar» — Дэвид Боуи
- «Joe (Live from Austin City Limits)» — Alabama Shakes
- «Don’t Hurt Yourself» — Бейонсе при участии Jack White
- «The Sound of Silence (Live On Conan)» — Disturbed
- «Heathens» — Twenty One Pilots

Лучшее метал-исполнение
- «Dystopia» — Megadeth
- «Shock Me» — Baroness
- «Silvera» — Gojira
- «Rotting in Vain» — Korn
- «The Price Is Wrong» — Periphery

Лучшая рок-песня
- «Blackstar»
  - Дэвид Боуи, автор (в исполнении Дэвида Боуи)
- «Burn the Witch»
  - Radiohead, авторы (Radiohead)
- «Hardwired»
  - Джеймс Хетфилд & Ларс Ульрих, авторы (Metallica)
- «Heathens»
  - Тайлер Джозеф, автор (Twenty One Pilots)
- «My Name Is Human»
  - Rich Meyer, Ryan Meyer & Johnny Stevens, авторы (Highly Suspect)

Лучший рок-альбом
- Tell Me I’m Pretty — Cage the Elephant
- California — Blink-182
- Magma — Gojira
- Death of a Bachelor — Panic! at the Disco
- Weezer — Weezer

## Альтернатива
Лучший альтернативный альбом
- Blackstar — Дэвид Боуи
- 22, A Million — Bon Iver
- The Hope Six Demolition Project — Пи Джей Харви
- Post Pop Depression — Игги Поп
- A Moon Shaped Pool — Radiohead

## R&B
Лучшее R&B-исполнение
- «Cranes in the Sky» — Соланж Ноулз
- «Turnin' Me Up» — BJ the Chicago Kid
- «Permission» — Ro James
- «I Do» — Musiq Soulchild
- «Needed Me» — Рианна

Лучшее традиционное R&B-исполнение
- «Angel» — Lalah Hathaway
- «The Three of Me» — William Bell
- «Woman’s World» — BJ the Chicago Kid
- «Sleeping with the One I Love» — Фантазия Баррино
- «Can’t Wait» — Джилл Скотт

Лучшая R&B-песня
- «Lake by the Ocean»
  - Ход Давид & Musze, авторы (Максвелл)
- «Come and See Me»
  - J. Brathwaite, Aubrey Graham & Noah Shebib, авторы (PartyNextDoor при участии Drake)
- «Exchange»
  - Michael Hernandez & Bryson Tiller, авторы (Bryson Tiller)
- «Kiss It Better»
  - Jeff Bhasker, Robyn Fenty, John-Nathan Glass & Teddy Sinclair, авторы (Рианна)
- «Luv»
  - Magnus August Høiberg, Benjamin Levin & Daystar Peterson, авторы (Tory Lanez)

Лучший альбом современной городской музыки
- Lemonade — Бейонсе
- Ology — Gallant
- We Are King — KING
- Malibu — Anderson .Paak
- Anti — Рианна

Лучший R&B-альбом
- Lalah Hathaway Live — Lalah Hathaway
- In My Mind — BJ the Chicago Kid
- Velvet Portraits — Terrace Martin
- Healing Season — Mint Condition
- Smoove Jones — Майя

## Рэп
Лучшее рэп-исполнение
- «No Problem» — Chance the Rapper при участии Лил Уэйн & 2 Chainz
- «Panda» — Desiigner
- «Pop Style» — Дрейк при участии The Throne
- «All the Way Up» — Fat Joe & Remy Ma при участии French Montana & Infared
- «THat Part» — Скулбой Кью при участии Канье Уэста

Лучшее совместное рэп-исполнение
- «Hotline Bling» — Дрейк
- «Freedom» — Бейонсе при участии Kendrick Lamar
- «Broccoli» — D.R.A.M. при участии Lil Yachty
- «Ultralight Beam» — Канье Уэст при участии Chance the Rapper, Kelly Price, Kirk Franklin & The-Dream
- «Famous» — Канье Уэст при участии Rihanna

Лучшая рэп-песня
- «Hotline Bling»
  - Дрейк & Paul Jefferies, авторы (Дрейк)
- «All the Way Up»
  - Джозеф Картахена, Edward Davadi, Shandel Green, Кари́м Харбу́ш, Andre Christopher Lyon, Reminisce Mackie & Marcello Valenzano, авторы (Fat Joe & Remy Ma featuring French Montana & Infared)
- «Famous»
  - Ча́нселор Бе́ннетт, Ross Birchard, Ernest Brown, Andrew Dawson, Kasseem Dean, Майк Дин, Noah Goldstein, Kejuan Muchita, Patrick Reynolds, Канье Уэст, Cydel Young & Malik Yusef, авторы (Канье Уэст при участии Rihanna)
- «No Problem»
  - Ча́нселор Бе́ннетт, Дуэйн Картер, Rachel Cato, Peter Cottontale, Tauheed Epps, Jonathan Hoard, Cam O’bi, Ivan Rosenberg, Conor Szymanski, Lakeithsha Williams & Jaime Woods, авторы (Chance the Rapper при участии Lil Wayne and 2 Chainz)
- «Ultralight Beam»
  - Chancellor Bennett, Kasseem Dean, Mike Dean, Кирк Франклин, Noah Goldstein, Самуэль Гризимер, Териус Нэш, Jerome Potter, Kelly Price, Nico «Donnie Trumpet» Segal, Derek Watkins, Канье Уэст, Cydel Young & Malik Yusef, авторы (Канье Уэст при участии Chance The Rapper, Kelly Price, Kirk Franklin & The-Dream)

Лучший рэп-альбом
- Coloring Book — Chance the Rapper
- and the Anonymous Nobody... — De La Soul
- Major Key — DJ Khaled
- Views — Дрейк
- Blank Face LP — ScHoolboy Q
- The Life of Pablo — Канье Уэст

## Кантри
Лучшее сольное кантри-исполнение
- «My Church» — Марен Моррис
- «Love Can Go to Hell» — Брэнди Кларк
- «Vice» — Миранда Ламберт
- «Church Bells» — Кэрри Андервуд
- «Blue Ain’t Your Color» — Кит Урбан

Лучшее кантри-исполнение дуэтом или группой
- «Jolene» — Pentatonix при участии Долли Партон
- «Different for Girls» — Диркс Бентли при участии Elle King
- «21 Summer» — Brothers Osborne
- «Setting the World on Fire» — Кенни Чесни & P!nk
- «Think of You» — Крис Янг вместе с Кэсседи Поуп

Лучшая кантри-песня
- «Humble and Kind»
  - Lori McKenna, автор (Тим Макгро)
- «Blue Ain’t Your Color»
  - Clint Lagerberg, Hillary Lindsey & Steven Lee Olsen, авторы (в исполнении Кит Урбан)
- «Die a Happy Man»
  - Sean Douglas, Томас Ретт & Joe Spargur, авторы (Томас Ретт)
- «My Church»
  - busbee & Maren Morris, авторы (Марен Моррис)
- «Vice»
  - Миранда Ламберт, Shane McAnally & Josh Osborne, авторы (Миранда Ламберт)

Лучший кантри-альбом
- A Sailor’s Guide to Earth — Стерджил Симпсон
- Big Day in a Small Town — Брэнди Кларк
- Full Circle — Лоретта Линн
- Hero — Марен Моррис
- Ripcord — Кит Урбан

## Нью-эйдж
Лучший нью-эйдж-альбом

## Джаз
Лучшая сольная джазовая импровизация
- Джон Скофилд, «I’m So Lonesome I Could Cry»
- Joey Alexander, «Countdown»
- Ravi Coltrane, «In Movement»
- Fred Hersch, «We See»
- Brad Mehldau, «I Concentrate on You»

Лучший джазовый вокальный альбом
Лучший джазовый инструментальный альбом
Лучший альбом большого джазового ансамбля
Лучший латино-джаз-альбом

## Госпел/Современная Христианская музыка
Лучшее госпел-исполнение/песня
Лучшее исполнение в Современной Христианской музыке/песня
Лучший госпел-альбом
Лучший альбом современной христианской музыки
Лучший традиционный госпел-альбом

## Латино
Лучший латино-поп-альбом
- Jesse & Joy — Un Besito Más
  - Gaby Moreno — Ilusión
  - Laura Pausini — Similares
  - Sanalejo — Seguir Latiendo
  - Diego Torres — Buena Vida

Лучший латино-рок/альтернативный альбом
- Ile— Ilevitable
  - Illya Kuryaki and the Valderramas — L.H.O.N. (La Humanidad o Nosotros)
  - La Santa Cecilia — Buenaventura
  - Los Rakas — Los Rakas
  - Carla Morrison — Amor Supremo

Лучший мексиканский/техано-альбом
Лучший тропический латино-альбом

## Американа
Лучшее исполнение в традиционных американских жанрах
Лучшая песня в традиционных американских жанрах
Лучший американа-альбом
Лучший блюграсс-альбом
Лучший блюз-альбом
Лучший фолк-альбом
Лучший региональный альбом

## Регги
Лучший рэгги-альбом
- Зигги Марли — Ziggy Marley
  - Devin Di Dakta & J.L — Sly & Robbie Presents…Reggae For Her
  - J Boog — Rose Petals
  - Raging Fyah — Everlasting
  - Rebelution — Falling Into Place
  - SOJA — Live in Virginia

## World Music
Лучший альбом

## Музыка для детей
Лучший альбом для детей

## Разговорный жанр
Лучший альбом разговорного жанра

## Комедия
Лучший комедийный альбом

## Музыкальные шоу
Лучший альбом на основе театрального мюзикла

## Музыка для визуальных медиа
Лучший альбом, являющийся компиляционным саундтреком к фильму, телевидению или другому визуальному медиа
- Miles Ahead — (Майлз Дэвис & Various Artists)
  - Steve Berkowitz, Дон Чидл & Роберт Гласпер, продюсеры компиляции
- Amy — (Various Artists)
  - Salaam Remi & Марк Ронсон, продюсеры компиляции
- Straight Outta Compton — (Various Artists)
  - O’Shea Jackson & Andre Young, продюсеры компиляции
- Suicide Squad (Collector’s Edition) — (Various Artists)
  - Mike Caren, Darren Higman & Kevin Weaver, продюсеры компиляции
- Vinyl: The Essentials Season 1 — (Various Artists)
  - Stewart Lerman, Randall Poster & Kevin Weaver, продюсеры компиляции

Лучший саундтрек для визуальных медиа
- Звёздные войны: Пробуждение силы — Джон Уильямс, композитор
- Bridge of Spies — Томас Ньюман, композитор
- The Hateful Eight — Эннио Морриконе, композитор
- The Revenant — Alva Noto & Ryuichi Sakamoto, композитор
- Stranger Things, Vol. 1 — Kyle Dixon & Michael Stein, композитор
- Stranger Things, Vol. 2 — Kyle Dixon & Michael Stein, композитор

Лучшая песню, написанная для визуальных медиа
- «Can’t Stop the Feeling!» — Макс МСартин, Shellback & Джастин Тимберлейк, авторы (исполнители: Джастин Тимберлейк, Анна Кендрик, Гвен Стефани, James Corden, Zooey Deschanel, Walt Dohrn, Ron Funches, Caroline Hjelt, Aino Jawo, Christopher Mintz-Plasse & Kunal Nayyar)
- «Heathens» — Tyler Joseph, автор (Twenty One Pilots)
- «Just Like Fire» — Oscar Holter, Max Martin, Пинк & Shellback, авторы (в исполнении Пинк)
- «Purple Lamborghini» — Shamann Cooke, Sonny Moore & William Roberts, авторы (в исполнении Skrillex & Rick Ross)
- «Try Everything» — Mikkel S. Eriksen, Sia (musician) & Tor Erik Hermansen, авторы (Шакира)
- «The Veil» — Peter Gabriel, автор (Питер Гэбриел)

## Сочинительство/Аранжировка
Лучшая инструментальная композиция
Лучшая инструментальная аранжировка или аранжировка а капелла
Лучшая инструментальная аранжировка в сопровождении вокалиста(ов)

## Упаковка/Оформление
Лучшая упаковка записи
Лучшая упаковка коробочной или специальной ограниченной версии
Лучшие заметки на альбоме
Лучший исторический альбом
Лучший инжиниринг альбома, классического
Продюсер года, не классический
- Грег Кёрстин
  - «Cheap Thrills» (Сия при участии Шон Пола)
  - «Hello» (Адель)
  - Love You to Death (Tegan and Sara)
  - «Million Years Ago» (Адель)
  - «Something in the Way You Move» (Элли Голдинг)
  - «Water Under the Bridge» (Адель)
- Бенни Бланко
  - «Cold Water» (Major Lazer при участии Джастина Бибера & MØ)
  - «Friends» (Francis and the Lights при участии Bon Iver)
  - «Kill Em with Kindness» (Селена Гомес)
  - «Love Yourself» (Джастин Бибер)
  - «Luv» (Tory Lanez)
  - «Wild Love» (Cashmere Cat при участии The Weeknd & Francis and the Lights)
- Макс Мартин
  - «Can't Stop the Feeling!» (Джастин Тимберлейк)
  - «Dangerous Woman» (Ариана Гранде)
  - «Into You» (Ариана Гранде)
  - «Just Like Fire» (Пинк)
  - «Rise» (Кэти Перри)
  - «Send My Love (To Your New Lover)» (Адель)
  - «Side to Side» (Ариана Гранде при участии Ники Минаж)
- Nineteen85
  - «For Free» (DJ Khaled при участии Дрейка)
  - «Hotline Bling» (Дрейк)
  - «Not Nice» (PartyNextDoor)
  - «One Dance» (Дрейк при участии Wizkid & Kyla)
  - «Rising Water» (James Vincent McMorrow)
  - Sept. 5th (dvsn)
  - «Too Good» (Drake при участии Rihanna)
  - We Move (James Vincent McMorrow)
- Ricky Reed
  - «Better» (Меган Трейнор при участии Yo Gotti)
  - «Cruel World» (Phantogram)
  - «Girls Talk Boys» (5 Seconds of Summer)
  - «HandClap» (Fitz and The Tantrums)
  - «Me Too» (Меган Трейнор)
  - «No» (Меган Трейнор)
  - «Sober» (DJ Snake при участии JRY)
  - «You Don’t Get Me High Anymore» (Phantogram)

Продюсер года,  классический

## Производство
Лучший инжиниринг альбома, не классического
- Blackstar
  - Дэвид Боуи, Том Элмхирст, Кевин Киллен & Тони Висконти, звукоинженеры; Джоэ ЛаПорта, мастеринг-инженер (Дэвид Боуи)
- Are You Serious
  - Чад Блейк & David Boucher, звукоинженеры; Боб Людвиг, мастеринг-инженер (Эндрю Бёрд)
- Dig In Deep
  - Ryan Freeland, звукоинженер; Kim Rosen, мастеринг-инженер (Бонни Рэйтт)
- Hit N Run Phase Two
  - Booker T., Dylan Dresdow, Chris James, Принс & Justin Stanley, звукоинженеры; Dylan Dresdow, мастеринг-инженер (Принс)
- Undercurrent
  - Shani Gandhi & Gary Paczosa, звукоинженеры; Paul Blakemore, мастеринг-инженер (Сара Ярош)

Лучшая ремикшированная запись, не классическая

## Объёмное звучание
Лучший альбом с объёмным звучанием

## Классическая музыка
Лучшее оркестровое исполнение
- Шостакович: Под тенью Сталина — Symphonies Nos. 5, 8 & 9
  - Андрис Нелсонс, дирижёр (Бостонский симфонический оркестр)
- Bates: Works for Orchestra
  - Майкл Тилсон Томас, дирижёр (Симфонический оркестр Сан-Франциско)
- Ibert: Orchestral Works
  - Неэме Ярви, дирижёр (Оркестр романской Швейцарии)
- Prokofiev: Symphony No. 5 In B-flat major, Op. 100
  - Марис Янсонс, дирижёр (Оркестр Консертгебау)
- Rouse: Odna Zhizn; Symphonies 3 & 4; Prospero’s Rooms
  - Алан Гилберт, дирижёр (Нью-Йоркский филармонический оркестр)

Лучшая оперная запись
- Джон Корильяно: The Ghosts of Versailles
  - James Conlon, дирижёр; Joshua Guerrero, Christopher Maltman, Lucas Meachem, Patricia Racette, Lucy Schaufer & Guanqun Yu, солисты; Blanton Alspaugh, продюсер (Los Angeles Opera Orchestra and Chorus)
- Гендель: Юлий Цезарь (опера)
  - Giovanni Antonini, дирижёр; Чечилия Бартоли, Philippe Jaroussky, Andreas Scholl & Anne-Sofie von Otter, солисты; Samuel Theis, продюсер (Il Giardino Armonico)
- Хигдон: Cold Mountain
  - Miguel Harth-Bedoya, дирижёр; Emily Fons, Nathan Gunn, Isabel Leonard & Jay Hunter Morris, солисты; Elizabeth Ostrow, продюсер (The Santa Fe Opera Orchestra; Santa Fe Opera Apprentice Program for Singers)
- Моцарт: Свадьба Фигаро
  - Yannick Nézet-Séguin, дирижёр; Thomas Hampson, Christiane Karg, Luca Pisaroni & Sonya Yoncheva, солисты; Daniel Zalay, продюсер (Chamber Orchestra of Europe; Vocalensemble Rastatt)
- Шимановский: Король Рогер
  - Antonio Pappano, дирижёр; Georgia Jarman, Mariusz Kwiecień & Saimir Pirgu, солисты; Jonathan Allen, продюсер (Orchestra Of The Royal Opera House; Royal Opera Chorus)

Лучшее хоровое исполнение
- Penderecki Conducts Penderecki, Volume 1
  - Кшиштоф Пендерецкий, дирижёр; Henryk Wojnarowski, choir director (Nikolay Didenko, Agnieszka Rehlis & Johanna Rusanen, солисты; Варшавский филармонический оркестр, оркестр; Warsaw Philharmonic Choir, хор)
- Himmelrand
  - Elisabeth Holte, дирижёр (Marianne Reidarsdatter Eriksen, Ragnfrid Lie & Matilda Sterby, солисты; Inger-Lise Ulsrud, аккомпаниатор; Uranienborg Vokalensemble, хор)
- Janáček: Glagolitic Mass
  - Edward Gardner, дирижёр; Håkon Matti Skrede, хормейстер (Susan Bickley, Gábor Bretz, Sara Jakubiak & Stuart Skelton, солисты; Thomas Trotter, аккомпаниатор; Bergen Philharmonic Orchestra, оркестр; Bergen Cathedral Choir, Bergen Philharmonic Choir, Choir of Collegium Musicum & Edvard Grieg Kor, хоры)
- Lloyd: Bonhoeffer
  - Donald Nally, дирижёр (Malavika Godbole, John Grecia, Rebecca Harris & Thomas Mesa, солисты; The Crossing, ансамбль)
- Steinberg: Passion Week
  - Steven Fox, дирижёр (The Clarion Choir)

Лучшее камерное исполнение
- - Spektral Quartet
- Steve Reich
- Fitelberg: Chamber Works
  - ARC Ensemble
- Reflections
  - Øyvind Gimse, Geir Inge Lotsberg & Trondheimsolistene
- Serious Business
  - Third Coast Percussion
- Trios fom Our Homelands
  - Lincoln Trio

Лучшее классическое инструментальное соло
- Daugherty: Tales of Hemingway
  - Zuill Bailey; Giancarlo Guerrero, дирижёр (Nashville Symphony)
- Adams, J.: Scheherazade.2
  - Leila Josefowicz; David Robertson, дирижёр (Chester Englander; St. Louis Symphony)
- Dvorák: Violin Concerto & Romance; Suk: Fantasy
  - Christian Tetzlaff; John Storgårds, дирижёр (Helsinki Philharmonic Orchestra)
- Mozart: Keyboard Music, Vols. 8 & 9
  - Kristian Bezuidenhout
- 1930’s Violin Concertos, Vol. 2
  - Gil Shaham; Stéphane Denève, дирижёр (The Knights & Stuttgart Radio Symphony Orchestra)

Лучший классический сольный вокальный альбом
- Роберт Шуман & Альбан Берг
  - Доротея Рёшманн; Мицуко Утида, аккомпаниатор
- Shakespeare Songs
  - Ian Bostridge; Antonio Pappano, аккомпаниатор (Michael Collins, Elizabeth Kenny, Lawrence Power & Adam Walker)
- Monteverdi
  - Magdalena Kožená; Andrea Marcon, дирижёр (David Feldman, Michael Feyfar, Jakob Pilgram & Luca Tittoto; La Cetra Barockorchester Basel)
- Mozart: The Weber Sisters
  - Sabine Devieilhe; Raphaël Pichon, дирижёр (Pygmalion)
- Verismo
  - Anna Netrebko; Antonio Pappano, дирижёр (Yusif Eyvazov; Coro Dell’Accademia Nazionale Di Santa Cecilia; Orchestra Dell’Accademia Nazionale Di Santa Cecilia)

Best Classical Compendium
- Daugherty: Tales of Hemingway; American Gothic; Once Upon a Castle
  - Giancarlo Guerrero, дирижёр; Tim Handley, продюсер
- Gesualdo
  - Tõnu Kaljuste, дирижёр; Manfred Eicher, продюсер
- Vaughan Williams: Discoveries
  - Martyn Brabbins, дирижёр; Ann McKay, продюсер
- Wolfgang: Passing Through
  - Judith Farmer & Gernot Wolfgang, продюсеры
- Zappa: 200 Motels
  - The Suites — Esa-Pekka Salonen, дирижёр; Frank Filipetti & Gail Zappa, продюсеры

Лучшая современная классическая композиция
- Daugherty: Tales of Hemingway
  - Michael Daugherty, composer (Zuill Bailey, Giancarlo Guerrero & Nashville Symphony)
- Bates: Anthology of Fantastic Zoology
  - Mason Bates, composer (Riccardo Muti & Chicago Symphony Orchestra)
- Higdon: Cold Mountain
  - Jennifer Higdon, composer; Gene Scheer, librettist
- Theofanidis: Bassoon Concerto
  - Christopher Theofanidis, composer (Martin Kuuskmann, Barry Jekowsky & Northwest Sinfonia)
- Winger: Conversations with Nijinsky
  - C. F. Kip Winger, композитор (Martin West & San Francisco Ballet Orchestra)

## Видео
Лучшее музыкальное видео
- «Formation» — Бейонсе
  - Melina Matsoukas, видеорежиссёр; Candice Dragonas, Juliette Larthe, Nathan Scherrer & Inga Veronique, видеопродюсеры
- «River» — Leon Bridges
  - Miles Jay, видеорежиссёр; Dennis Beier, Allison Kunzman & Saul Levitz, видеопродюсеры
- «Up & Up» — Coldplay
  - Vania Heymann & Gal Muggia, видеорежиссёры; Candice Dragonas, Juliette Larthe, Nathan Scherrer & Natan Schottenfels, видеопродюсеры
- «Gosh» — Jamie XX
  - Romain Gavras, видеорежиссёр; Iconoclast, видеопродюсеры
- «Upside Down & Inside Out» — OK Go
  - Damian Kulash Jr. & Trish Sie, видеорежиссёры; Melissa Murphy & John O’Grady, видеопродюсеры

Лучший музыкальный фильм
- The Beatles: Eight Days a Week The Touring Years — (The Beatles)
  - Рон Ховард, видеорежиссёр; Brian Grazer, Рон Ховард, Scott Pascucci & Nigel Sinclair, видеопродюсеры
- I’ll Sleep When I’m Dead — Стив Аоки
  - Justin Krook, видеорежиссёр; Brent Almond, Matt Colon, David Gelb, Ryan Kavanaugh, Michael Theanne, Happy Walters & Matthew Weaver, видеопродюсеры
- Lemonade — Бейонсе
  - Beyoncé Knowles Carter & Kahlil Joseph, видеорежиссёры; Ed Burke, Steve Pamon, Todd Tourso, Dora Melissa Vargas, Erinn Williams & Beyoncé Knowles Carter, видеопродюсер
- The Music of Strangers — Yo-Yo Ma & The Silk Road Ensemble
  - Morgan Neville, видеорежиссёр; Caitrin Rogers, видеопродюсер
- American Saturday Night: Live From The Grand Ole Opry — (Various Artists)
  - George J. Flanigen IV, видеорежиссёр; Steve Buchanan, John Burke & Lindsey Clark, Robert Deaton, Pete Fisher & George J. Flanigen IV, видеопродюсеры